# Jembrana ovalis
Jembrana ovalis är en insektsart som beskrevs av Metcalf och James Heathman Horton 1934. Jembrana ovalis ingår i släktet Jembrana och familjen spottstritar. Inga underarter finns listade i Catalogue of Life.